# Bombylius cinerarius
Bombylius cinerarius är en tvåvingeart som beskrevs av Peter Simon Pallas och Christian Rudolph Wilhelm Wiedemann 1818. Bombylius cinerarius ingår i släktet Bombylius och familjen svävflugor. Inga underarter finns listade i Catalogue of Life.